# Kamen Rider J
Kamen Rider J (仮面ライダーJ Kamen Raidā Jei?), es una película que se incluye dentro de la franquicia de Kamen Rider, producida en 1994.

## Historia
Los tres niños mayores de FogMother secuestran a varias personas, para alimentar al Nuevo Descendiente creado por FogMother. Cuando tomaron a Kana, mataron al reportero ecologista Kouji Segawa. Sin embargo, fue resucitado como Kamen Rider J para defender al Planeta Tierra contra FogMother y sus niños, que intentan destruirla.

## Rider
- Kouji Segawa: Kamen Rider J

## Actores
- Narrador: Shouzou Iiduka
- Kouji Segawa/Kamen Rider J: Yuuta Mochizuki
  - Kamen Rider J: Jiro Okamoto (actor de riesgo)
- Kana: Yuuka Nomura
- Beri: Rikako Aikawa (Voz)
- Garai: Kyoji Kamui
- Agito: Toshi Kurihara
- Zu: Yoko Mari

- Datos: Q3042507